# Коромыслово (Тутаевский район)
В Ярославской области есть еще две деревни Коромыслово, в Гаврилов-Ямском и Некрасовском районах.
Коромыслово — деревня Фоминского сельского округа Константиновского сельского поселения Тутаевского района Ярославской области .
Деревня находится в центре сельского поселения, к юго-востоку от Тутаева и к югу от посёлка Константиновский. Она расположена с северо-восточной стороны федеральной трассы Р151 Ярославль—Тутаев, при пересечении с рекой Печегда. Деревня стоит на левом северо-западном высоком берегу реки, которая протекает в глубокой долине. От трассы деревня отделена небольшим левым притоком Печегды, протекающим в глубоком овраге. Устье Печегды находится на расстоянии около 2 км к северо-востоку на территории посёлка Константиновский. На том же левом берегу реки, но выше по течению, с другой стороны федеральной трассы стоит деревня Аксентьево. С запада деревня практически соприкасается с деревней Пустово, стоящей непоследственно на федеральной трассе. На расстоянии около 1 км с севера от деревни проходит железнодорожная ветка промышленного назначения, следующая к нефтеперерабатывающему заводу, расположенному к востоку от деревни на противоположном правом берегу Печегды. К северу от Коромыслово, на железнодорожной ветке, между деревней и посёлком Константиновский стоит деревня Панфилово .
Деревня Коромыслова указана на плане Генерального межевания Борисоглебского уезда 1792 года. В 1825 Борисоглебский уезд был объединён с Романовским уездом. По сведениям 1859 года деревня относилась к Романово-Борисоглебскому уезду .
На 1 января 2007 года в деревне Коромыслово не числилось постоянных жителей . По карте 1975 г. в деревне жил 21 человек. Почтовое отделение, находящееся в посёлке Константиновский, обслуживает в деревне дома на трёх улицах: Зеленая (6 владений), Овражная (3 владения) и Центральная (9 владений) .